# Darren Waller
Darren Waller (Acworth, 13 settembre 1992) è un giocatore di football americano statunitense che milita nel ruolo di tight end per i Miami Dolphins della National Football League (NFL).

## Carriera universitaria
Waller giocò a football al college dal 2011 al 2014 come wide receiver a Georgia Tech, con gli Yellow Jackets impegnati nella Atlantic Coast Conference (ACC) della Divisione I della Football Bowl Subdivision (FBS) della NCAA.
Waller fu riserva nel suo primo anno con la squadra per poi, a partire dalla stagione 2012, essere sempre più protagonista. In particolare si mise in evidenzia nell'Orange Bowl del 2014 contro Mississippi State con cinque ricezioni per 114 yard e un touchdown. Waller rinunciò al suo ultimo anno di eleggibilità nel football di college per presentarsi al Draft NFL 2015.
| Stagione | Stagione     | Stagione   | Stagione   | Stagione | Stagione | Ricezioni | Ricezioni | Ricezioni | Ricezioni | Ricezioni |
| Anno     | Squadra      | Campionato | Conference | P        | PT       | Ric.      | Yard      | Media     | Max       | TD        |
| -------- | ------------ | ---------- | ---------- | -------- | -------- | --------- | --------- | --------- | --------- | --------- |
| 2011     | Georgia Tech | FBS Div. I | AAC        | 0        | 0        | -         | -         | -         | -         | -         |
| 2012     | Georgia Tech | FBS Div. I | AAC        | 14       | 0        | 8         | 162       | 20,3      | -         | 0         |
| 2013     | Georgia Tech | FBS Div. I | AAC        | 12       | 4        | 17        | 367       | 21,6      | 72        | 3         |
| 2014     | Georgia Tech | FBS Div. I | AAC        | 12       | 8        | 26        | 442       | 17,0      | 55        | 6         |
| Totale   | Totale       | Totale     | Totale     | 38       | 12       | 51        | 971       | 19,0      | 72        | 9         |

Fonte: Football Database
In grassetto i record personali in carriera

## Carriera

### Baltimore Ravens
Waller fu scelto nel corso del sesto giro (204º assoluto) del Draft NFL 2015 dai Baltimore Ravens. 
Il 7 maggio 2015 firmò il suo contratto da rookie: un quadriennale da 2,4 milioni di dollari incluso un bonus alla firma di 105.000 dollari.

#### Stagione 2015

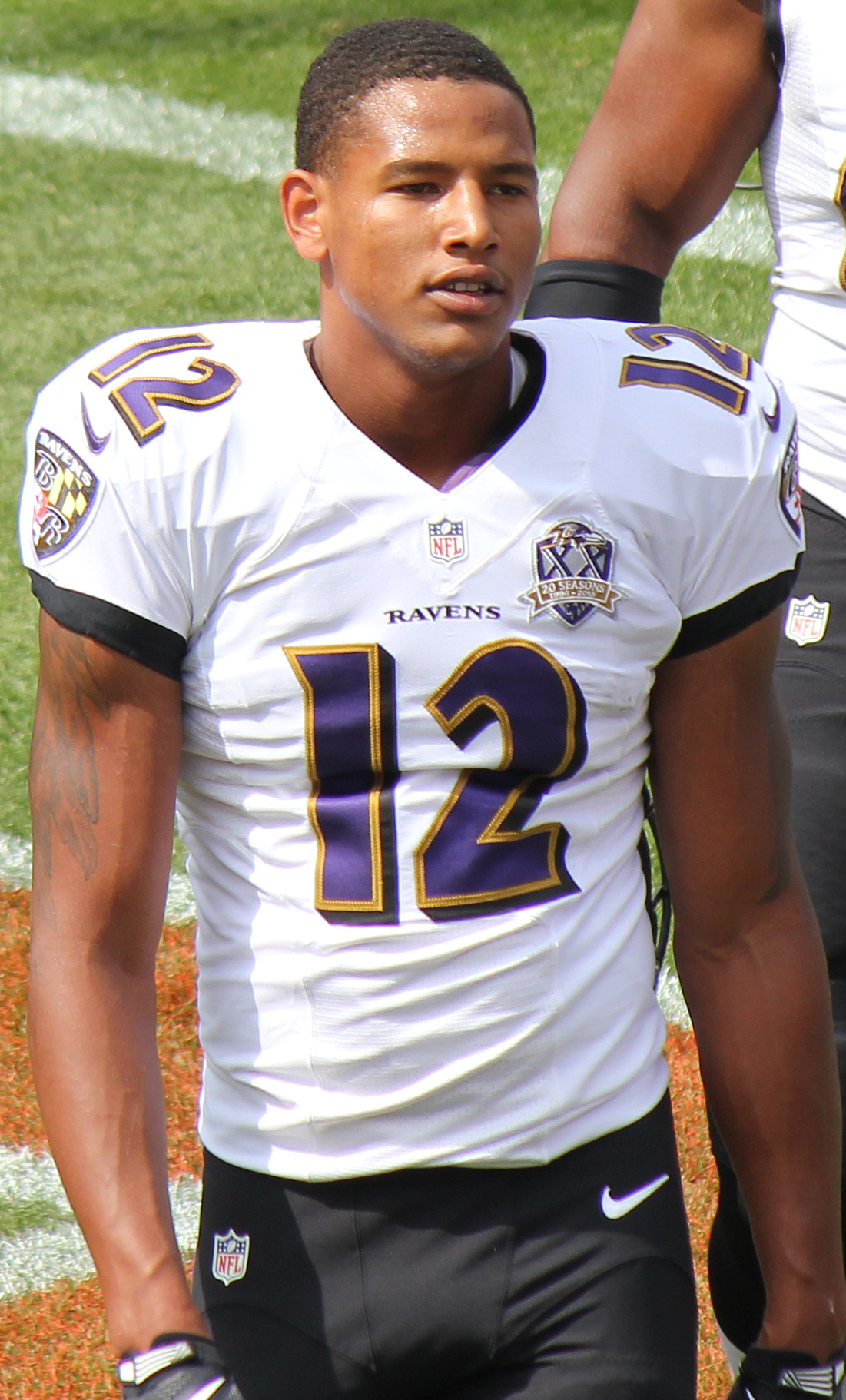
Waller con i Ravens nel 2015

Durante la preparazione alla sua prima stagione da professionista Waller competé per un posto di wide receiver di riserva con Marlon Brown, Michael Campanaro e Kamar Aiken, venendo quindi inserito nel roster attivo della squadra come sesto ricevitore, dietro a Steve Smith, Aiken, Campanaro, Brown e Breshad Perriman.
Debuttò come professionista subentrando nella gara del primo turno contro i Denver Broncos. Tre settimane dopo ricevette il suo primo passaggio da 17 yard dal quarterback Joe Flacco nella gara contro i Pittsburgh Steelers.
Waller si infortunò al tendine del ginocchio durante la partita della settimana 7, il Monday Night Football contro gli Arizona Cardinals, e il 28 ottobre 2015 fu inserito nella lista riserve/infortunati concludendo di fatto la sua stagione da rookie, chiusa con 2 ricezioni per 18 yard in sei presenze, di cui una come titolare.

#### Stagione 2016
In vista della nuova stagione Waller fu spostato dal ruolo di wide receiver a quello di tight end. Il 1º luglio 2016 Waller fu sospeso per le prime quattro partite della stagione per aver violato la politica della lega sull'uso di sostanze stupefacenti. In seguito Waller confermò che era stato trovato positivo alla marjuana.

#### Stagione 2017
Il 30 giugno 2017 Waller fu sospeso per un anno, senza paga, per aver nuovamente violato la politica della lega sull'uso di sostanze stupefacenti. Questa volta fu per uso di fentanyl.

#### Stagione 2018
Il 7 agosto 2018 Waller fu reintegrato dopo aver completato il programma di riabilitazione e scontato l'anno di sospensione. Il 1º settembre 2018 fu svincolato dai Ravens e contrattualizzato con la squadra di allenamento il giorno successivo.

### Oakland/Las Vegas Raiders
Il 26 novembre 2018 Waller, da membro della squadra di allenamento dei Ravens, firmò con gli Oakland Raiders.

#### Stagione 2018
Arrivato ai Raiders a stagione inoltrata, Waller giocò le ultime quattro partite stagionali facendo sei ricezioni per 75 yard.

#### Stagione 2019
Nel serie televisiva Hard Knocks prodotta dalla HBO con la NFL Films, che seguiva per il 2019 la preparazione dei Raiders alla nuova stagione, un episodio fu dedicato a Waller e alla sua lotta contro l'abuso di sostanze e il suo percorso per uscirne.
Nella gara della settimana 1, la vittoria 24-16 contro i Denver Broncos, Waller fece sette ricezioni per 70 yard. Nella gara della settimana 3, la sconfitta 14-34 contro i Minnesota Vikings, Waller fece 13 ricezioni per 134 yard, la sua prima gara in carriera con almeno 100 yard ricevute.
Il 16 ottobre 2019 Waller firmò un'estensione contrattuale di tre anni con i Raiders fino alla stagione 2023.
Nella gara della settimana 7, la sconfitta 42-24 contro i Green Bay Packers, Waller fece sette ricezioni per 126 yard. 
Nella partita della settimana 13, la sconfitta 40-9 contro i Kansas City Chiefs, Waller fece altre sette ricezioni per 100 yard. 
Nella gara della settimana successiva contro i Tennessee Titans, si ripeté con sette ricezioni per 63 yard. Nella sconfitta 20-16 contro i Jacksonville Jaguars della settimana 15 Waller fece otto ricezioni per 122 yard.
Nell'ultima gara stagionale, la sconfitta 16-15 contro i Denver Broncos, Waller fece sei ricezioni, di cui una da 75 yard, per 107 yard totali.
Waller fu nominato come riserva al Pro Bowl 2020 e avrebbe dovuto giocare al posto di Travis Kelce, impegnato con i Kansas City Chiefs nel Super Bowl LIV, ma avendo avuto un recente intervento chirurgico ad un pollice non poté prendere parte alla partita e al suo posto fu chiamato Jack Doyle degli Indianapolis Colts.
Waller concluse la stagione con 90 ricezioni per 1.145 yard e tre touchdown. Fu nominato al 99º posto nella NFL Top 100 della stagione.

#### Stagione 2020
Nella gara della settimana 2, la vittoria 34-23 nel Monday Night Football contro i New Orleans Saints, Waller fece 12 ricezioni per 103 yard e un touchdown.
Il 5 ottobre 2020 Waller fu multato di 30.000 dollari dalla lega per aver violato i protocolli anti COVID-19 imposti dalla NFL per la stagione 2020, avendo organizzato durante la pandemia di COVID-19 un evento di beneficenza in cui non furono utilizzate le mascherine.
Nella gara della settimana 13, la vittoria 31-28 contro i New York Jets, Waller disputò la miglior partita in carriera con 13 ricezioni per 200 yard, nuovo record per un tight end dei Raiders, e segnando inoltre due touchdown. 
Nella gara della settimana 15, la sconfitta 30-27 ai tempi supplementari contro i Los Angeles Chargers nel Thursday Night Football, Waller fece nove ricezioni per 150 yard e un touchdown. Nella gara successiva, la sconfitta 26-25 contro i Miami Dolphins, Waller fece 5 ricezioni per 112 yard.
Nell'ultima gara stagionale contro i Denver Broncos Waller fece nove ricezioni per 117 yard, un touchdown e la ricezione sul tentativo di conversione da due punti che assicurò la vittoria dei Raiders per 32-31. Con questa prestazione Waller fissò il record di franchigia per il maggior numero di ricezioni in una stagione, detenuto fino ad allora da Tim Brown, giungendo a quota 107 ricezioni.
Waller concluse la stagione con il record personale di ricezioni (107), yard ricevute (1.196) e touchdown (9). Le sue 107 ricezioni lo posizionarono al quarto posto in tutta la lega e primo tra i tight end, mentre le 1.196 yard lo videro in decima posizione nella lega e secondo tra i tight end dietro al solo Travis Kelce. A fine stagione Waller fu convocato per il suo primo Pro Bowl (non disputato a causa della pandemia di COVID-19 ), e fu votato al 35º posto dell'annuale NFL Top 100.

#### Stagione 2021
Nella gara del primo turno, la vittoria 33-27 ai tempi supplementari contro la sua ex squadra dei Baltimore Ravens, Waller fece registrare dieci ricezioni per 105 yard e un touchdown. Nella partita della settimana 11 contro i Cincinnati Bengals totalizzò sette ricezioni per 116 yard. Waller terminò la stagione con 55 ricezioni per 665 yard e due touchdown in 11 gare. A fine anno fu inserito al 58º posto della NFL Top 100, votata dai giocatori della NFL, dei migliori giocatori dell'annata.

#### Stagione 2022
Il 10 settembre 2022 Waller firmò un'estensione contrattuale con i Raiders per tre anni a 51 milioni di dollari, diventando il tight end più pagato della lega. In stagione un infortunio gli fece saltare diverse partite, rimanendo per oltre un mese in lista riserve/infortunati, dal 10 novembre al 17 dicembre 2022. Concluse la stagione con 9 presenze, di cui 6 come titolare, con 28 ricezioni per 388 yard e tre touchdwon.

### New York Giants
Il 14 marzo 2023 Waller fu scambiato con i New York Giants per la 100ª scelta assoluta del Draft 2023. Il primo touchdown con la nuova maglia lo segnó nel settimo turno su passaggio del quarterback di riserva Tyrod Taylor, in una gara terminata con 7 ricezioni per 98 yard nella vittoria sui Washington Commanders. Infortunatosi ad un tendine del ginocchio nella gara di settimana 8 contro i New York Jets, il 4 novembre fu spostato in lista riserve/infortunati tornando in campo il successivo 17 dicembre, saltando così cinque gare. Terminò l'annata con 12 presenze, di cui 11 come titolare, con 52 ricezioni per 552 yard e un touchdown.

### Primo Ritiro
Il 9 giugno 2024 Waller annunciò il suo ritiro dal football professionistico.

### Miami Dolphins
Waller, dopo un anno lontano dal football, manifestò la sua intenzione di tornare a giocare e il 1° luglio 2025 i Giants, con cui era ancora legato contrattualmente, lo scambiarono insieme ad una scelta del settimo giro del Draft 2027 con i Miami Dolphins, ricevendo in cambio una scelta del sesto giro del Draft 2026.

## Palmarès
- Convocazioni al Pro Bowl: 1

2020

## Statistiche

### Stagione regolare
| 2015   | BAL    | 6   | 1  | 2                  | 18                 | 9,0                | 17                 | 0                  | 0 | 0  | 0,0  | 0  | 0 | 0 | 0 |
| 2016   | BAL    | 12* | 3  | 10                 | 85                 | 8,5                | 15                 | 2                  | 0 | 0  | 0,0  | 0  | 0 | 0 | 0 |
| 2017   | BAL    | 0   | 0  | Sospeso dalla lega | Sospeso dalla lega | Sospeso dalla lega | Sospeso dalla lega | Sospeso dalla lega | - | -  | -    | -  | - | - | - |
| 2018   | OAK    | 4   | 0  | 6                  | 75                 | 12,5               | 44                 | 0                  | 1 | 21 | 21,0 | 21 | 0 | 0 | 0 |
| 2019   | OAK    | 16  | 16 | 90                 | 1.145              | 12,7               | 75                 | 3                  | 2 | 5  | 2,5  | 7  | 0 | 1 | 1 |
| 2020   | LV     | 16  | 15 | 107                | 1.196              | 11,2               | 38                 | 9                  | 0 | 0  | 0,0  | 0  | 0 | 2 | 2 |
| 2021   | LV     | 11  | 11 | 55                 | 665                | 12,1               | 33                 | 2                  | 0 | 0  | 0,0  | 0  | 0 | 0 | 0 |
| 2022   | LV     | 9   | 6  | 28                 | 388                | 13,9               | 34                 | 3                  | 0 | 0  | 0,0  | 0  | 0 | 0 | 0 |
| 2023   | NYG    | 12  | 11 | 52                 | 552                | 10,6               | 29                 | 1                  | 0 | 0  | 0,0  | 0  | 0 | 0 | 0 |
| Totale | Totale | 86  | 63 | 350                | 4.124              | 11,8               | 75                 | 20                 | 3 | 26 | 8,7  | 21 | 0 | 3 | 3 |

* Sospeso per le prime 4 partite stagionali

### Play-off
| 2021   | LV     | 1 | 1 | 7 | 76 | 10,9 | 23 | 0 | 0 | 0 | 0,0 | 0 | 0 | 0 | 0 |
| Totale | Totale | 1 | 1 | 7 | 76 | 10,9 | 23 | 0 | 0 | 0 | 0,0 | 0 | 0 | 0 | 0 |

Fonte: Football Database
In grassetto i record personali in carriera —      leader della lega tra i tight end
Statistiche aggiornate alla stagione 2023

### Record di franchigia
Waller detiene i seguenti record per i Raiders:
- Maggior numero di ricezioni in una stagione: 107 nella stagione 2020[58]

## Vita privata

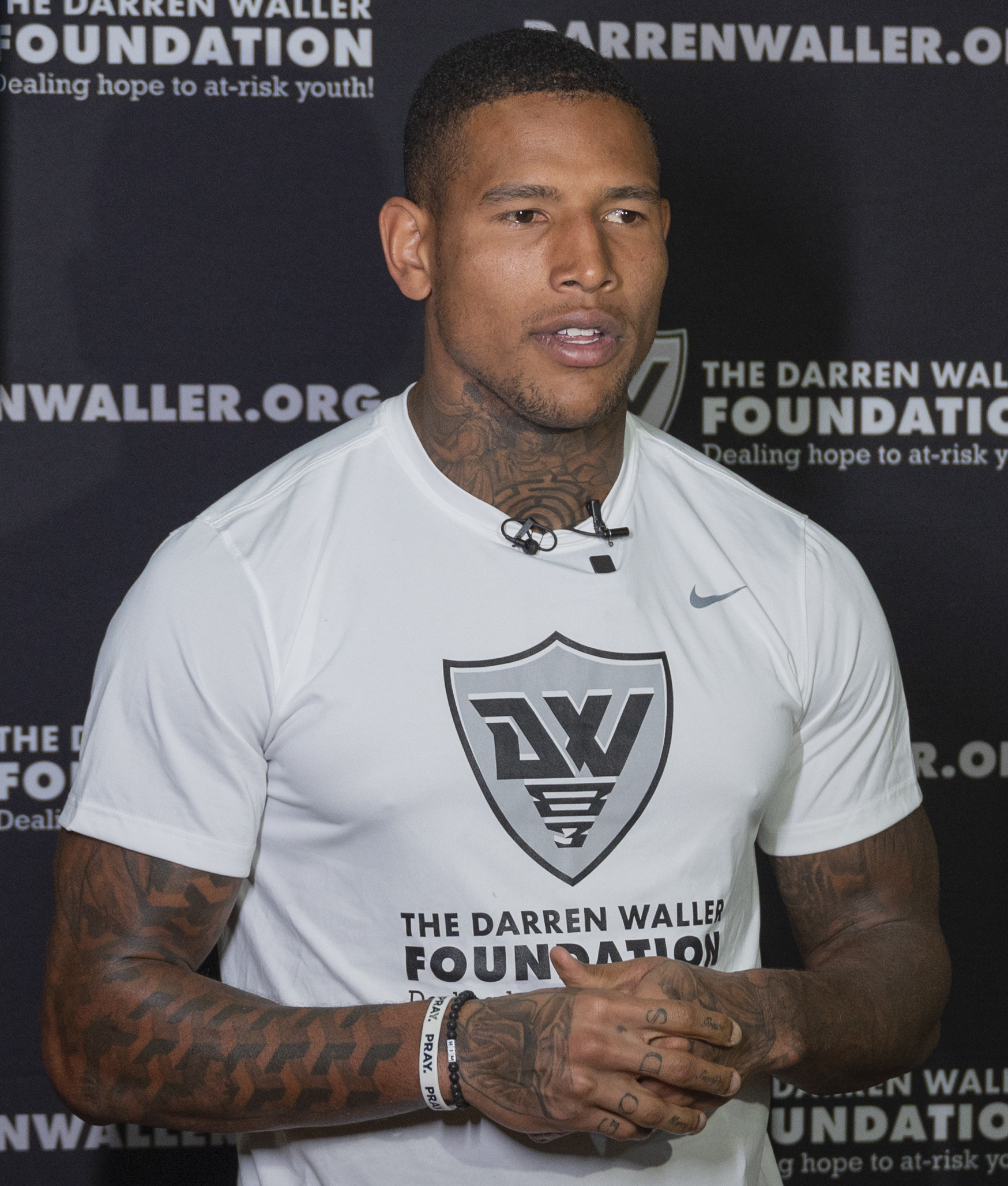
Waller nel 2022 in conferenza stampa alla Nellis Air Force Base per presentare le attività della Darren Waller Foundation.

Waller cominciò ad abusare di ossicodone all'età di 15 anni e a bere alcool dai 16 anni. La sua dipendenza dall'ossicodone crebbe nel tempo fino a richiedergli di spendere 100 dollari al giorno in pillole. In seguito cominciò a far uso di cocaina. L'11 agosto 2017 in Maryland Waller andò in overdose mentre era nella sua auto parcheggiata. Dopo aver trascorso 34 giorni in un programma di riabilitazione nel Maine, Waller lavorò in un supermercato durante la sua sospensione dalla lega.
Nel 2020 Waller ha fondato la Darren Waller Foundation per "fornire gli strumenti ai giovani per evitare e superare la dipendenza da droghe e alcool e sostenere loro e le loro famiglie durante il percorso di recupero e riabilitazione"
Waller è il bisnipote del musicista jazz Fats Waller. Nel 2014 alla Georgia Institute of Tecnology ha preso una laurea magistrale in management.

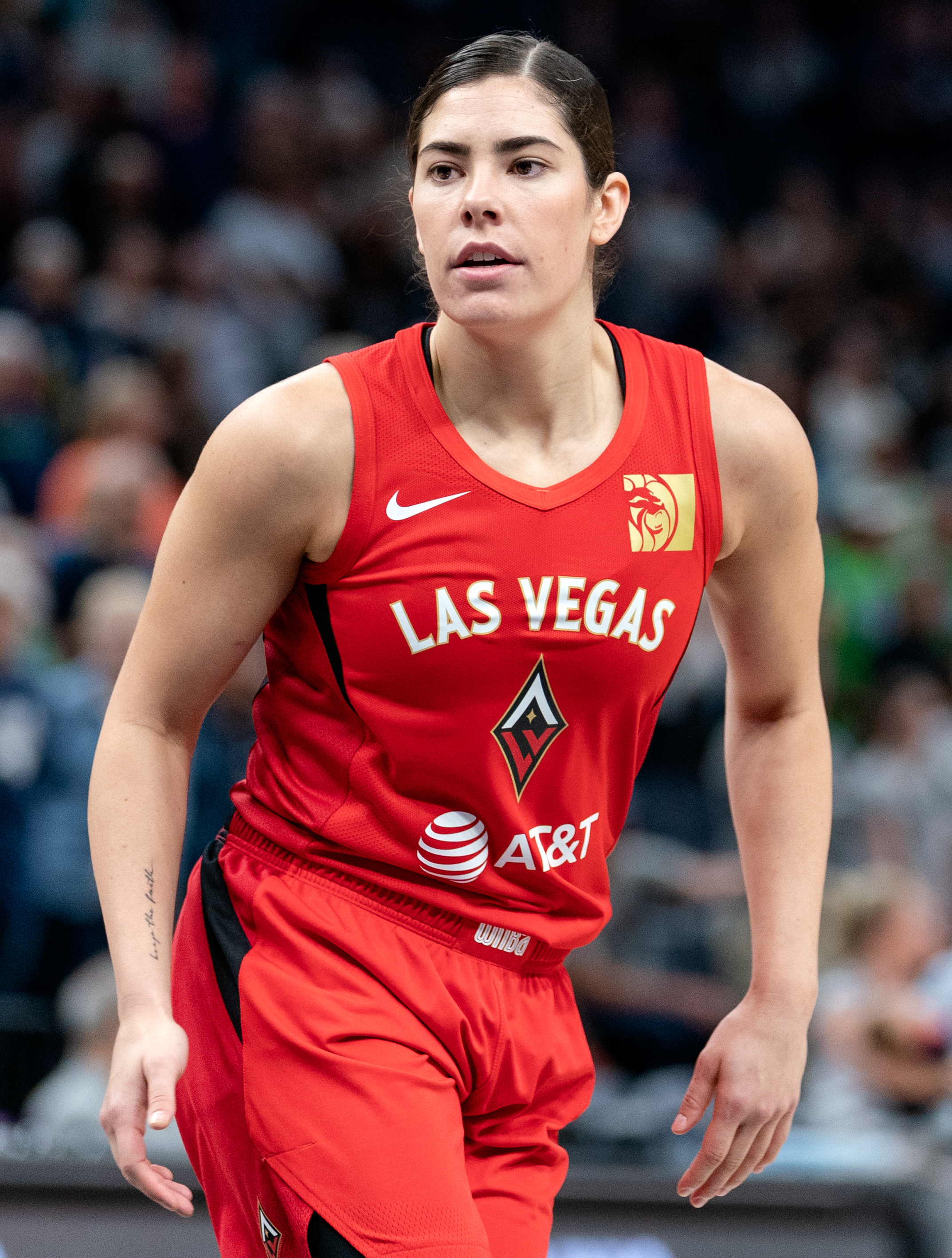
Kelsey Plum, cestista delle Las Vegas Aces nel 2023, ha sposato Waller nel marzo 2023 per poi divorziare nell'aprile 2024.

Il 4 marzo 2023 Waller si sposò con Kelsey Plum, cestista professionista delle Las Vegas Aces della WNBA. Il matriomonio durò appena un anno, e il 23 aprile 2024 Waller e Plum presentarono istanza di divorzio. Il 30 maggio 2024 Waller pubblicò su YouTube 'Who Knew (Her Perspective)', canzone sull'ex moglie.